# 이터널스타
이터널스타는 에이앤비소프트가 2009년 6월 출시한 게임으로 모바일-PC 간 동일한 내용으로 크로스 플랫폼 플레이를 지원하는 MMORPG 게임이다.
동일한 캐릭터를 이동 중에는 모바일로 플레이 하다가 집에 와서는 PC로 플레이 하는 것이 가능한 것은 물론, 모바일 사용자와 PC 사용자가 아무런 차별 없이 동일한 환경에서 함께 채팅하고, 함께 사냥할 수도 있다.